# IPod touch (4e génération)

L’iPod touch (4e génération), également connu sous le nom de iPod touch 4 ou iPod touch 4G est un baladeur numérique modèle de la 4e génération d'IPod touch de la marque Apple. Il succède à l'iPod touch de troisième génération. Il est commercialisé le 12 septembre 2010.